# Shadowrun Returns
Shadowrun Returns – taktyczna komputerowa gra fabularna w cyberpunkowej stylistyce stworzona przez Harebrained Schemes, niezależnego producenta gier, pod kierownictwem Jordana Weismana, twórcy gry fabularnej Shadowrun. Gra ukazała się 25 lipca 2013 roku w dystrybucji cyfrowej.

## Produkcja
Pierwotnie Weisman chciał zrobić grę komputerową w uniwersum Shadowruns po odzyskaniu w 2007 roku licencji od Microsoft za pośrednictwem swojej firmy Smith & Tinker.
Jako osoba niemająca nic wspólnego z dość negatywnie przyjętą strzelanką Shadowrun z roku 2007 Weisman chciał stworzyć zupełnie nowy projekt, który byłby bliższy papierowego pierwowzoru. Jednakowoż z uwagi na ograniczenia narzucone przez licencję nie mógł uzyskać wsparcia ze strony żadnego dużego wydawcy. Sukces crowdfundingu w przypadku różnych inicjatyw przekonał go do sięgnięcia po tę właśnie metodę zebrania pieniędzy, których potrzebował na ruszenie z pracami nad swoją grą. W marcu 2012 roku w serwisie Kickstarter pojawiła się zbiórka pieniędzy na grę Shadowrun Returns. Zbiórka była ogromnym sukcesem – wyznaczony cel 400 000 USD został osiągnięty już po 28 godzinach. Wówczas wyznaczono kolejne cele, obiecując dodanie wielu funkcji lub obsługi nowych platform przy osiągnięciu kolejnych kwot. Po osiągnięciu pułapu 1 miliona dolarów Weisman zapowiedział w filmie umieszczonym na Kickstarterze, że jeśli uda się zebrać 1,5 miliona dolarów, twórcy stworzą misję dostępną tylko i wyłącznie dla osób inwestujących w grę właśnie przez serwis Kickstarter. Misja ta miała łączyć w spójną całość wątki z gier Shadowrun na konsolę SNES oraz na konsolę SEGA Genesis. Jednak donatorzy niemal jednogłośnie zaprotestowali przeciwko tworzeniu misji wyłącznie dla nich. Chcieli, żeby była ona dostępna dla wszystkich graczy, niezależnie od tego, czy wsparli produkcję gry za pomocą Kickstartera, czy nie. Reakcją Jordana Weismana było zrezygnowanie z wyłączności misji.
Ostatecznie zbiórka zakończyła się w dniu 29 kwietnia 2012 roku kwotą 1 895 772 USD.
Gra będzie dostępna na komputerach z systemami Windows oraz Mac OS, a także na iPadach i tabletach z systemem Android. Jordan Weisman uzasadnił dodanie obsługi tabletów oprócz tradycyjnych komputerów stwierdzeniem, że „styl gry będzie doskonale pasował do tych platform”, a także że „to rozgrywka określa platformę, a nie na odwrót”. Planowane jest również przeniesienie gry na system Linux. Firma Microsoft, jako właściciel marki Shadowrun, wymogła na twórcach zastosowanie zabezpieczeń DRM, jednak udało im się wynegocjować usunięcie tych zabezpieczeń dla osób, które wsparły ich na Kickstarterze.
Twórcy zapowiedzieli grę jako „turową grę 2D z bogatą grafiką, głęboką fabułą, rozwojem postaci z silnym wpływem na rozgrywkę oraz taktyczną walką z silnym naciskiem na kontekst zdarzeń”. Do gry ma być dołączony edytor poziomów, dzięki któremu gracze będą mogli tworzyć własne misje i udostępniać je innym graczom do pobrania. Fabuła gry będzie się toczyć w Seattle oraz Berlinie. Gracze będą mogli stworzyć różne postacie znane z gry fabularnej, takie jak uliczny samuraj, mag bojowy, hacker/decker, szaman, rigger czy adept.
Jordan Weisman będzie współpracować z firmą Cliffhanger Productions w kontekście przeniesienia części postaci i intrygi z Shadowrun Returns do gry sieciowej Shadowrun Online, której fabuła osadzona będzie około 20 lat później. Rozmowy co do dokładnego zakresu współpracy na tym polu wciąż trwają i jak dotąd żaden z producentów nie wypowiedział się wiążąco w tej sprawie.